# トウケイニセイ記念
トウケイニセイ記念（トウケイニセイきねん）は岩手県競馬組合が水沢競馬場で施行する地方競馬の重賞競走（平地競走）である。正式名称は「東京スポーツ新聞社杯 トウケイニセイ記念」、2010年から東京スポーツ新聞社が優勝杯を提供している。2007年まではラジオNIKKEIが優勝杯を提供したこともあった。

## 概要
岩手の名馬トウケイニセイを記念して2000年に創設された。年度により12月に開催する年度と1月に開催する年度があるため、年に2度行われたり、1回も行われない場合もある。創設以来全て水沢競馬場で施行されている。
出走条件は1月開催時はサラブレッド系4歳以上、12月開催の場合は同3歳以上となる。
2016年に岩手競馬で重賞格付け制度が開始され、2017年よりM2に格付けされた。2019年は薬物検出問題の影響で開催されなかった。
2021年（2020年度）は1月11日に施行される予定であったが、馬場凍結のため同日の開催が中止となった。
2021年度に施行時期が17年ぶりに12月に戻った。なお、この年度はレース名が「農林水産省東北農政局長賞 東京スポーツ新聞社杯 トウケイニセイ記念」となった。

### 条件・賞金（2024年）
出走条件
サラブレッド系3歳以上、岩手所属馬。
負担重量
3歳55kg、4歳以上57kg（牝馬2kg減）。
賞金等
賞金額は1着350万円、2着122万5000円、3着70万円、4着45万5000円、5着24万5000円で、着外手当は1万7500円。
副賞
東京スポーツ新聞社賞、奥州市長賞、開催執務委員長賞。

## 歴代優勝馬
全て水沢競馬場での施行。
| 回数   | 施行日         | 距離    | 優勝馬             | 性齢 | 所属 | タイム   | 優勝騎手   | 管理調教師 | 馬主       |
| ------ | -------------- | ------- | ------------------ | ---- | ---- | -------- | ---------- | ---------- | ---------- |
| 第1回  | 2000年12月17日 | ダ1600m | ハイフレンドピュア | 牡6  | 水沢 | 1分40秒1 | 沢田盛夫利 | 佐藤利文   | 清澤新一   |
| 第2回  | 2002年1月13日  | ダ1600m | トーヨーリンカーン | 牡4  | 盛岡 | 1分41秒1 | 菅原勲     | 小西重征   | 藤田利勝   |
| 第3回  | 2003年1月12日  | ダ1600m | トニージェント     | 牡6  | 水沢 | 1分41秒5 | 村上忍     | 村上実     | 千葉浩     |
| 第4回  | 2004年1月12日  | ダ1600m | トニージェント     | 牡7  | 水沢 | 1分40秒1 | 村上忍     | 村上実     | 千葉浩     |
| 第5回  | 2004年12月19日 | ダ1600m | トニージェント     | 牡7  | 水沢 | 1分41秒4 | 村上忍     | 村上実     | 千葉浩     |
| 第6回  | 2006年1月9日   | ダ1600m | タイキシェンロン   | 牡8  | 水沢 | 1分40秒6 | 菅原勲     | 佐々木由則 | 甲斐利元   |
| 第7回  | 2007年1月8日   | ダ1600m | テンショウボス     | 牡4  | 水沢 | 1分41秒2 | 菅原勲     | 佐々木修一 | 高橋昇市   |
| 第8回  | 2008年1月14日  | ダ1600m | テンショウボス     | 牡5  | 水沢 | 1分43秒0 | 小林俊彦   | 佐々木修一 | 高橋昇市   |
| 第9回  | 2009年1月12日  | ダ1600m | アンダーボナンザ   | 牡5  | 水沢 | 1分43秒3 | 菅原勲     | 村上昌幸   | 日山政藏   |
| 第10回 | 2010年1月11日  | ダ1600m | マヨノエンゼル     | 牡4  | 盛岡 | 1分40秒9 | 小林俊彦   | 葛西勝幸   | 倉口吉太郎 |
| 第11回 | 2011年1月10日  | ダ1600m | リュウノキングダム | 牡6  | 水沢 | 1分45秒3 | 菅原俊吏   | 佐藤晴記   | 蓑島竜一   |
| 第12回 | 2012年1月9日   | ダ1600m | ヒカルジョディー   | 牡6  | 水沢 | 1分42秒2 | 小林俊彦   | 畠山信一   | 高橋昇市   |
| 第13回 | 2013年1月13日  | ダ1600m | ティムガッド       | 牡9  | 水沢 | 1分40秒0 | 阿部英俊   | 櫻田康二   | 伊達泰明   |
| 第14回 | 2014年1月13日  | ダ1600m | ドリームクラフト   | 牡8  | 盛岡 | 1分44秒7 | 陶文峰     | 平澤芳三   | 松田敬一   |
| 第15回 | 2015年1月12日  | ダ1600m | キモンレッド       | 牝7  | 盛岡 | 1分41秒9 | 山本政聡   | 櫻田浩樹   | 小林祥晃   |
| 第16回 | 2016年1月11日  | ダ1600m | ラブバレット       | 牡5  | 水沢 | 1分42秒4 | 山本聡哉   | 菅原勲     | 内山一郎   |
| 第17回 | 2017年1月9日   | ダ1600m | ミラクルフラワー   | 牝5  | 水沢 | 1分40秒6 | 村上忍     | 村上実     | 簗詰幸子   |
| 第18回 | 2018年1月8日   | ダ1600m | タイセイファントム | 牡10 | 水沢 | 1分41秒0 | 山本政聡   | 佐藤雅彦   | 田中成奉   |
| 第19回 | 2020年1月6日   | ダ1600m | センティグレード   | 牡9  | 水沢 | 1分43秒1 | 山本聡哉   | 千葉幸喜   | 岩城光一   |
| 第20回 | 2021年12月6日  | ダ1600m | ヒガシウィルウィン | 牡7  | 水沢 | 1分39秒2 | 山本聡哉   | 菅原勲     | （株）MMC  |
| 第21回 | 2022年12月5日  | ダ1600m | ノーブルサターン   | 牡8  | 水沢 | 1分40秒8 | 高松亮     | 板垣吉則   | 吉木伸彦   |
| 第22回 | 2023年12月3日  | ダ1600m | ノーブルサターン   | 牡9  | 水沢 | 1分39秒3 | 高松亮     | 板垣吉則   | 吉木伸彦   |
| 第23回 | 2024年12月9日  | ダ1600m | ヒロシクン         | セ5  | 水沢 | 1分39秒3 | 高松亮     | 佐藤雅彦   | 瀬谷隆雄   |

### 各回競走結果の出典
- トウケイニセイ記念　歴代優勝馬 - 地方競馬全国協会
- JBISサーチ
  - 2000年，2002年，2003年，2004年，2004年，2006年，2007年，2008年，2009年，2010年，2011年，2012年，2013年，2014年，2015年，2016年，2017年，2018年，2020年，2021年，2022年，2023年，2024年